# Aussteuerung (Mess-Systeme)
Als Aussteuerung (auch: Pegelung) von Messkanälen bezeichnet man bei Mess-Systemen die Einstellung der maximal erwarteten Amplitude (peak-Wert) des zu messenden Datenstroms.

## Grundlagen
Eine korrekte Aussteuerung ist zur Erlangung eines aussagekräftigen Messergebnisses von elementarer Bedeutung. Eine Übersteuerung eines Kanals bedeutet, dass das Signal höher ist als die Messkette verarbeiten kann, und führt zu einem falschen Messergebnis. Eine Untersteuerung führt zu einer mit dem Grad der Untersteuerung abnehmenden Genauigkeit (höheres Quantisierungsrauschen), verbunden mit einem ebenfalls abnehmenden Dynamikumfang. Beide Arten falscher Aussteuerung sind also zu vermeiden. Jedoch führt nur die Übersteuerung zu einem Ergebnis bar jeder Aussage, während die untersteuerte Messung noch einen, mehr oder weniger großen, Nutzwert erfüllt.

## Erläuterungen
- Das Prinzip des Pegelns von Messkanälen ist in der Praxis vor allem aus dem Audio-Bereich bekannt: Bereits bei einfachen Tonaufnahmen in Mono oder Stereo, z. B. auf Magnetband oder bei einem Digitalisiervorgang am Line-Eingang einer Soundkarte, muss ausgesteuert werden, um ein akustisch zufriedenstellendes Ergebnis zu erzielen.
- Bei signalanalytischen Mess-Systemen sind theoretisch beliebig viele Kanäle zeitsynchron messbar. In der Praxis ist die Kanalzahl durch die nur endlichen Ressourcen der verwendeten Messtechnik begrenzt, üblich sind derzeit meist nicht mehr als 200 Kanäle bei Abtastraten von typischerweise 44100 Hz (Mikrophone) oder 22050 Hz (Beschleunigungsaufnehmer). Eine Kanalzahl in dieser Größenordnung tritt beispielsweise bei Transferpfadanalysen auf, die in der Fahrzeugakustik Verwendung finden, oder bei Modalanalysen von komplexen Bauteilen.

## Auswirkungen von fehlerhafter Aussteuerung

### Übersteuerung
In diesem Fall wird die Aussteuerung zu niedrig gesetzt, der Messkanal ist übersteuert.
Treten z. B. in einem Schalldruck-Messsignal Amplituden von bis zu 1 Pa auf, müsste zur korrekten Aussteuerung mindestens 94 dB gewählt werden (tatsächlich wäre das in der Praxis sogar noch zu wenig, weil die Abtastrate begrenzt ist und somit zum Verwerfen von nicht mehr korrekt erkennbaren hohen Frequenzen in der nachgeschalteten Software ein Anti-Alias-Tiefpassfilter gesetzt wird). Bei einer Aussteuerung von z. B. 88 dB wäre der Kanal deutlich übersteuert.
Ergebnis: Alle Amplitudenwerte, die bei 0,5 Pa oder darüber (genauer 0,50238 Pa oder darüber) liegen, werden (unabhängig von ihrem jeweiligen tatsächlichen Wert) als 0,5 abgelegt. Dies wird als clipping bezeichnet (Englisch für "Abschneiden"). Im Datenfile werden also lauter Einsen abgelegt. Dies entspricht einem horizontalen, konstanten Signal, d. h. einem Gleichstromsignal. Korrekt wäre dagegen ein Messsignal, das sich als Überlagerung (Superposition) der verschiedenen Frequenzen ergibt  (Fourier-Prinzip). In einem konstanten Signal (Gleichstrom) ist dagegen keine Frequenzinformation mehr enthalten. Der Gesamtpegel, der sich rechnerisch ergibt, muss dabei nicht zwingend deutlich abweichen oder unplausibel erscheinen.
Meist wird nun das Signal ja nicht die ganze Messzeit über übersteuert sein, sondern nur kurzzeitig. In diesem Fall erhält man ein Zeitsignal, das zu diesen Zeitabschnitten Gleichstromverlauf annimmt. Man erhält also rote Streifen im Campbell, die durch die gesamte Frequenzachse verlaufen (wenn Frequenzachse auf der Hochachse gezeichnet wird, sind dies also vertikale Streifen). Zusätzlich ergeben sich durch die harten Knicke des Signalverlaufs am Übergangspunkt zur Übersteuerung und von der Übersteuerung künstlich breitbandige (überwiegend hochfrequente) Störungen, die das Campbell-Diagramm im Bereich der FFT-Blocklänge um jeden einzelnen dieser Vorgänge verfälschen. Mit anderen Worten, hier werden Frequenzen im Mess-Signal erzeugt, die es (so) nicht gibt. Treten die Übersteuerungen  nur kurzzeitig und „knapp“ auf, so ist dies im Pegelverlauf gar nicht sichtbar und selbst im Campbell nicht eindeutig als Übersteuerung zu identifizieren. Es ist also zwingend notwendig, bereits bei der Messung sicherzustellen, dass keine Übersteuerung vorliegt.

### Untersteuerung
In diesem Fall hat man die Pegelung zu hoch gesetzt, also z. B. auf 100 dB. Wir nehmen wieder an, dass im Messsignal Amplitudenwerte von bis zu 1 Pa auftreten. Die Pegelung dagegen kann Werte bis 2 Pa aufnehmen.
Das heißt, 100000000 entspricht 2 Pa, es treten aber nur Werte von < 1 Pa auf. Ergebnis: Das oberste Bit jedes Samples (also jedes abgelegten Amplitudenwertes) bleiben immer auf „0“ stehen, es transportiert keine Information. Dies hat zwei Auswirkungen:
- Der kleinste noch darzustellende Wert (00000001 bei 8 Bit Wortbreite) entspricht nun 2^-6 Pa. Dieser Wert liegt aber gerade einmal 36,1 dB unter dem maximal auftretenden Amplitudenwert (Dynamikbereich). Zwar ist die Wortlänge bei gängigen Messsystemen höher als 8 bit (mind. 16 bit, zunehmend setzt sich 32 bit durch), aber eine Unterausteuerung liegt in der Praxis oft im Bereich von −20 dB oder mehr. Eine „Unteraussteuerung“ von 6 dB wäre in der Praxis eher als nahezu optimale Aussteuerung zu bezeichnen - wie gesagt bei Wortbreiten von mindestens 16 bit.

- Das zweite Problem ergibt sich daraus, dass durch die höhere Pegelung ja auch ein höheres Quantisierungsrauschen auftritt. Es entsteht dadurch, dass bei einer digitalen Darstellung einer analogen Größe (z. B. Spannung, die aus einem Mikrophon kommt) ja nur eine endliche Anzahl verschiedener Zahlenwerte „ausgewählt“ werden kann. Mit anderen Worten, jeder gemessene Zeitsignalwert muss bei digitaler Darstellung mehr oder weniger stark gerundet werden.

Bei der Betrachtung muss zudem berücksichtigt werden, dass das Mess-Signal ein Summensignal verschiedener Frequenzen ist, und erst durch die FFT daraus die einzelnen Frequenzanteile gewonnen werden können. Von daher ist bei der Bewertung, ob ein S/N Abstand ausreicht, nicht der Gesamtpegel zu betrachten, sondern der Pegel der Schmalbänder in der FFT, und zwar im jeweiligen FFT-Block, in dem diese Frequenz den geringsten Pegel besitzt, der aber noch von Interesse ist.
Beispiel
- Wieder 8 bit Wortlänge, Pegelung 142 dB. Dann entspricht das oberste Bit des Bytes 2^7 Pa und das unterste 1 Pa. d. h. binär 1 = dezimal 1.
- Misst das Messsystem nun einen Wert von 1,51 Pa, so kann aufgrund der hohen Pegelung nur ein Wert von 2,0 Pa abgelegt werden (Binär 00000010), denn der kleinste darstellbare Wert (und somit auch der kleinste Unterschied) ist ja nun 1 Pa. Der Quantisierungsfehler beträgt also 0,49 Pa., was 2,44 dB entspricht. Im Bezug auf die Schmalbandpegel ist dieser Wert noch höher, so dass für hohe Frequenzen der Informationsgehalt des gemessenen Signals gegen Null geht, da das Nutzsignal im Quantisierungsrauschen verschwindet.
- Reduziert man die Pegelung dagegen auf 100 dB, so kann ein Wert von 01100000 abgelegt werden, was 1,50 entspricht. Der Quantisierungsfehler beträgt jetzt nur noch 0,058 dB